# Aulus Cascel·lí
Aulus Cascel·lí (en llatí: Aulus Cascellinus) va ser un jurista romà contemporani de Gai Trebaci, al qual superava en eloqüència, encara que Trebaci el superava en habilitat jurídica. Un altre contemporani, Ofili, deixeble de Servi Sulpici, era el que tenia més coneixements.
Plini el Vell diu que va ser deixeble d'un Volcaci i de Quint Muci Escèvola, que li enviava els seus clients. Cascel·lí va ser sempre un home de principis republicans ferms. Va plantar cara a certes decisions de Juli Cèsar, amb la màxima independència i llibertat d'expressió. L'any 41 aC va proposar reformes legals per a controlar els ingressos dels triumvirs que considerava contraris a la llei. No va passar més amunt del càrrec de qüestor, i quan August li va oferir el consolat, el va rebutjar.
Al Digesta el trobem citat amb freqüència per Prisc Javolè. Quintilià diu d'ell que era graciós, divertit i enginyós en la conversa. Ciceró i Valeri Màxim citen Aulus Cascel·lí i Gai Camil com a experts en temes sobre el ius praediatorium, una branca de la fiscalitat a Roma que era un tema molt difícil i complex.